# Vlahovo (Žitorađa)
Vlahovo (em cirílico: Влахово) é uma vila da Sérvia localizada no município de Žitorađa, pertencente ao distrito de Toplica, na região de Toplica. A sua população era de 488 habitantes segundo o censo de 2011.

## Demografia
| 1948 | 1953 | 1961 | 1971 | 1981 | 1991 | 2002 | 2011 |
| ---- | ---- | ---- | ---- | ---- | ---- | ---- | ---- |
| 650  | 674  | 699  | 658  | 627  | 581  | 506  | 488  |